# Johann Caspar Hummel
Johann Caspar Hummel (* 24. November 1774 in Kassel; † 17. Oktober 1850 in Berlin) war ein deutscher Maschinenbauer und Unternehmer.

## Leben
Johann Caspar Hummel, Sohn des Hofschlossermeisters in Kassel und Bruder Erdmann Hummels, erlernte das Schlosserhandwerk. 1793 wurde er Soldat, geriet im Koalitionskrieg in französische Gefangenschaft und kehrte nach dem Friedensschluss in seine Heimatstadt zurück. Um 1800 übersiedelte er nach Berlin, wo er ein Haus in der Kalkscheunengasse 4 erwarb und 1804 eine Schmiede- und Schlosserwerkstatt gründete. Er lieferte verschiedene Maschinen, u. a. für den Kattundruck und für die schlesische Leinenindustrie. 1812 eröffnete er, nachdem er die maschinelle Herstellung von Metallknöpfen erfunden hatte, noch eine Knopffabrik. Nachdem die von Napoleon 1806 weggeführte Quadriga vom Brandenburger Tor 1814 stark beschädigt zurückgekehrt war, übernahm Hummel die Reparatur und Wiederaufstellung. Für das von Schinkel gebaute Schauspielhaus installierte Hummel die großen Eisenkonstruktionen, für das Potsdamer Tor, die Schlossbrücke, die Gertraudenbrücke, die Jungfernbrücke die Gitter und für den Packhof am Kupfergraben die Ladewinden. 1831 ließ er sich auf dem Grundstück Johannisstraße 2 ein Wohnhaus errichten, in dem sich jetzt die sogenannte Kalkscheune befindet. 1832 lieferte er der Artillerie eine neue Geschützbohrmaschine und eine Drehbank. 1837 heiratete seine Tochter aus erster Ehe, Bertha Albertine Rebecca, den 1825 als Lehrling in die Firma eingetretenen Joseph Constantin Bialon (um 1802–1872), der 1838 Teilhaber der Firma wurde. 1843 erwarb Hummel das Nachbargrundstück Kalkscheunenstraße 4 und richtete eine Maschinenfabrik ein.

## Nachfolge
Nach Hummels Tod übernahm 1850 sein Schwiegersohn die alleinige Leitung der Firma C. Hummel. Ihm folgte 1872 dessen Sohn Richard Bialon (1838–1919). Kurz vor Beginn des I. Weltkriegs musste die Firma nach über 100-jährigem Bestehen schließen.